# Zelma Blakely
Pour les articles homonymes, voir Blakely.
Zelma Muriel Blakely (26 novembre 1921 - 6 septembre 1978) était une peintre, graveuse et imprimeur britannique ayant également illustré de nombreux livres,.

## Biographie
Blakely est né à Kensington à Londres de James Blakely, un diplomate britannique, et Imeon Maria Matear, qui s'était marié en 1920. Blakely a fréquenté des écoles aux États-Unis et en Angleterre avant d'étudier à l'Université de Kingston de 1939 à 1942, puis à la Slade School of Art de 1945 pendant trois ans. À la Slade, elle a été enseignée par William Coldstream et Randolph Schwabe et a remporté la médaille d'or Wilson Steer. Blakely a ensuite enseigné l'art à la Heatherley's School of Art tout en établissant sa carrière de graveuse et d'illustratrice de livres pour laquelle sa technique préférée était la gravure sur bois. Elle a été élue membre associée de la Royal Society of Painter-Printmakers en 1955 et membre titulaire en 1966. Pendant de nombreuses années, Blakely a vécu à Rose Cottage à Pin Mill dans le Suffolk et elle a été membre et exposante régulière du Ipswich Art Club à partir de 1974. Blakely a été mariée deux fois, la première en 1948 avec l'artiste Keith MacKenzie (1924-1983), avec qui elle a eu trois fils, et après leur divorce, elle s'est remariée en 1977.

## Livres illustrés
La liste non-exhaustive inclut :
- El Zarco le bandit par Ignacio Manuel Altamirano, (Folio Society, 1957)[5],[6].
- Tarifs anglais et vins français d'André-Louis Simon (Neame, 1958)[7],[8].
- Le livre de chevet de la nature, (Readers Digest, 1959)[9].
- La sirène de Geordie par Sheila Bishop (Éditions Methuen, 1961)[10].
- Le livre de la campagne par Arthur Phillips (BBC, 1963)[11].
- Avec Angus dans la forêt de Meta Mayne Reid (Faber et Faber, 1963)[12],[13].
- Sous le soleil de John Verney (Constable & Robinson, 1964)[14].
- Kippers to Caviar par Helen Burke (Evans, 1965)[15].
- La chartreuse de Parme par Stendhal (Folio Society, 1977)[16],[1].